# ブニョドコル・スタジアム
ミリー・スタジアム（ウズベク語: Milliy Stadioni, 英: Milliy Stadium）は、ウズベキスタンの首都タシュケントのブニョドコル・スポーツコンプレックス内にある球技専用スタジアムである。

## 概要
2012年8月31日に、ウズベキスタン・スーパーリーグに所属するFCブニョドコルの新たなホームスタジアムとして、MHSKスタジアムの跡地に建設された。収容人数は34,000人、総敷地面積は56ヘクタール である。
2018年6月、ウズベク語で国立を意味するミリー (Milliy)を用いたミリー・スタジアム (Milliy stadion)へと改名された。

## 開催された主なイベント
- AFC U-20アジアカップ2023

## ギャラリー

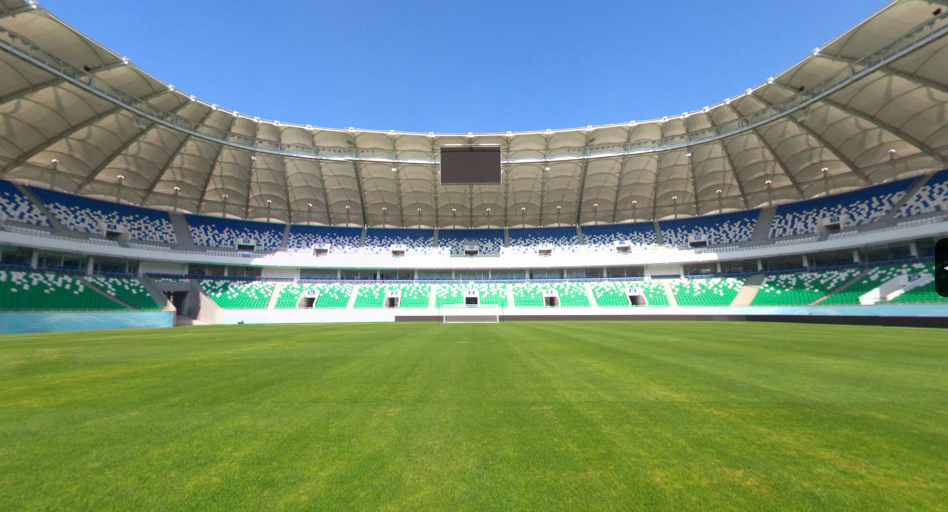
内観1
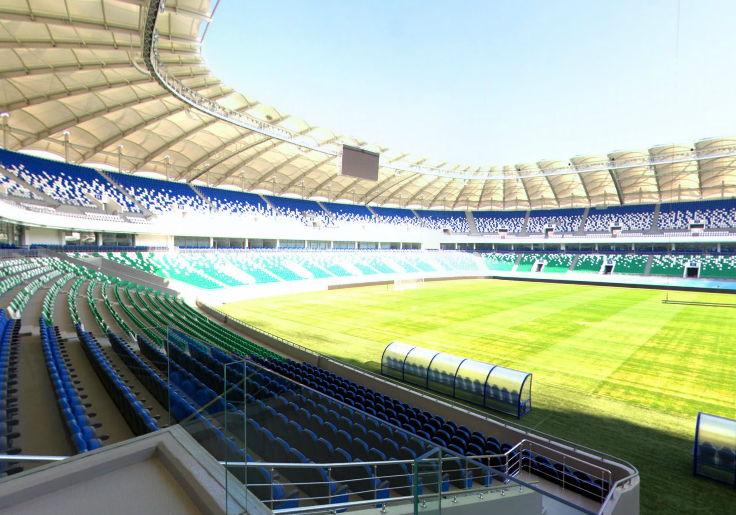
内観2
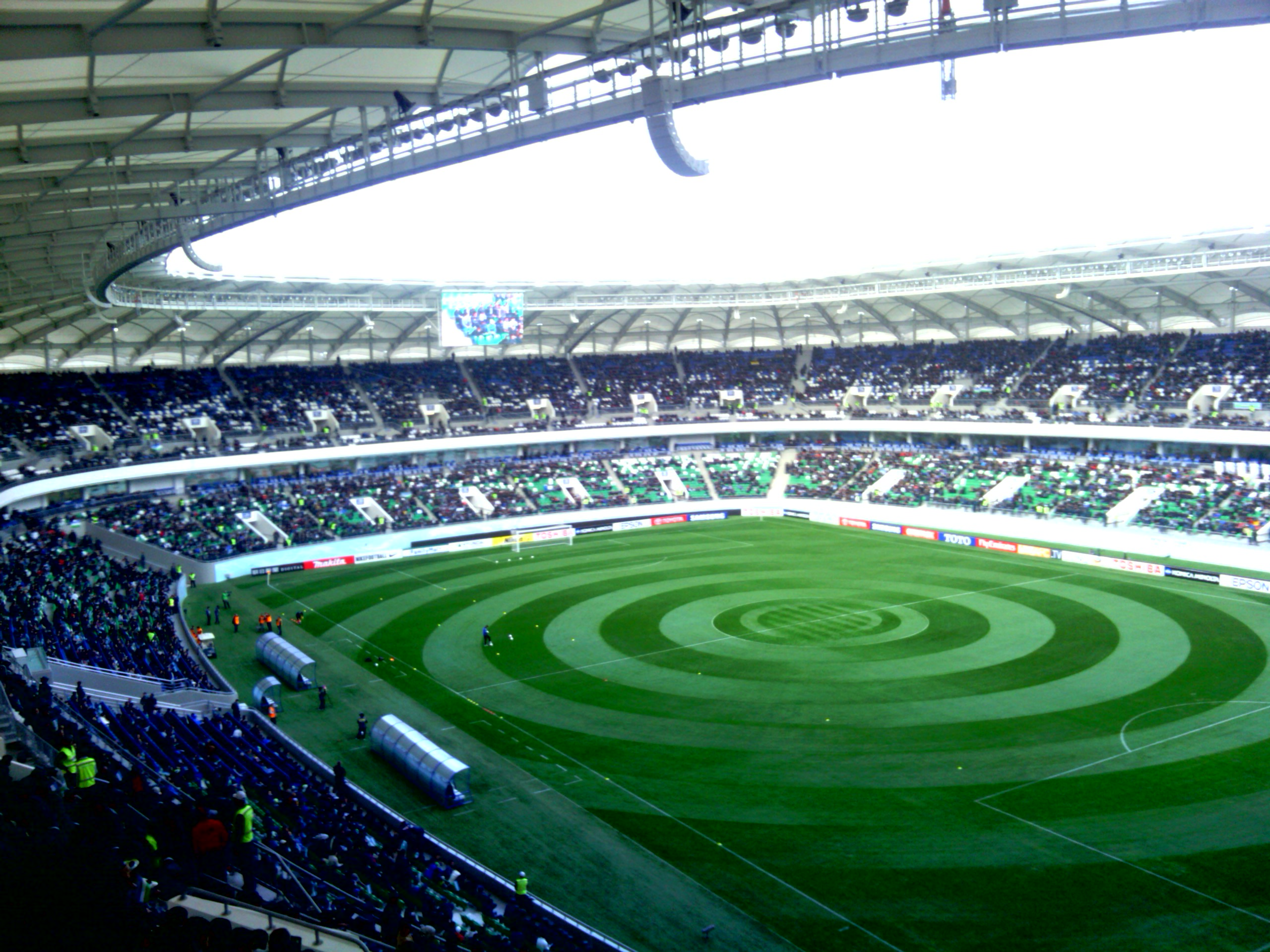
内観3
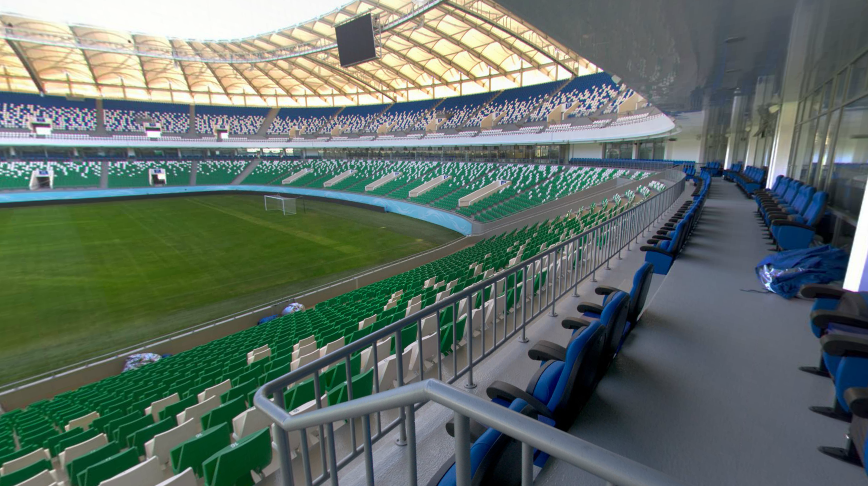
内観4
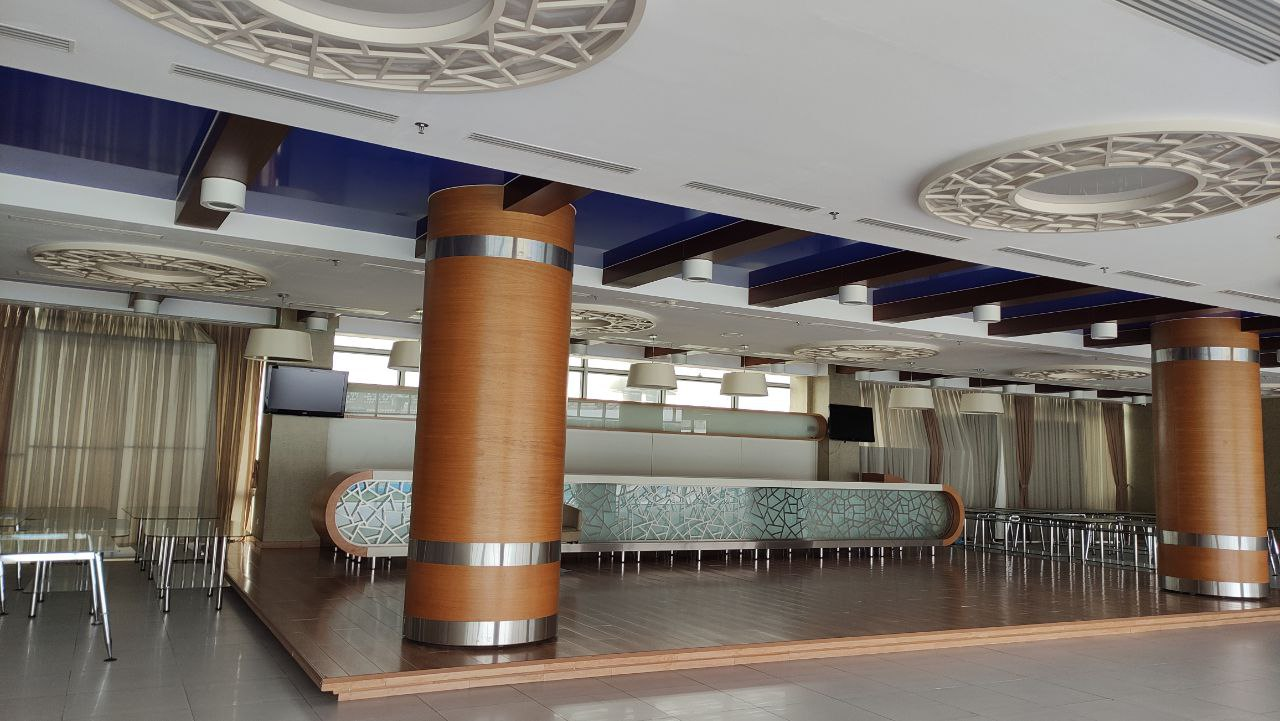
スタジアム内のレストラン

## 交通アクセス
タシュケント地下鉄チランザール線のミルゾ・ウルグベク駅より徒歩1分。